# قائمة الدول التي تمتلك قواعد عسكرية خارج أراضيها

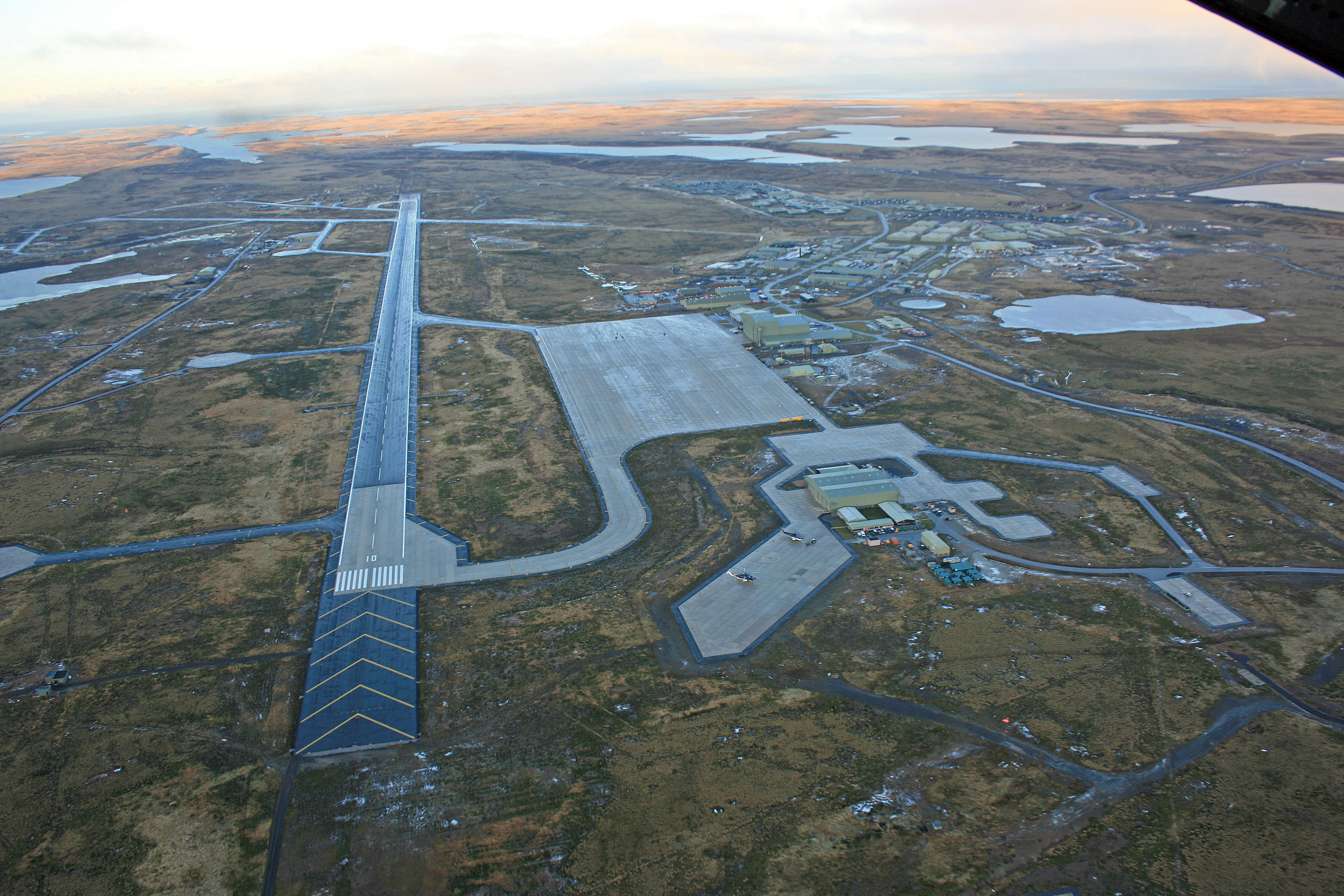
منظر لقاعدة جبل بليزنت الجوية، محور القواعد العسكرية البريطانية في جزر فوكلاند

تتضمن المقالة التالية قائمة بالقواعد العسكرية حسب الدول. يمكّن إنشاء قواعد عسكرية في الخارج للدولة فرض القوة، على سبيل المثال، القيام بحرب استطلاعية، وبالتالي التأثير على الأحداث في الخارج. تستخدم القواعد العسكرية أحياناً كمناطق تجمّع عسكرية أو للدعم اللوجستي و\أو الاتصالات و\أوللدعم الاستخباراتي، وذلك حسب حجم القاعدة وبنيتها التحتية. أدت العديد من الصراعات في التاريخ الحديث إلى أن تنشيء القوى العظمى قواعد عسكرية في الخارج بأعداد كبيرة، وساهمت هذه القواعد العسكرية الخارجية في تحقيق مكاسب سياسية وعسكرية لدولها. أسست الإمبراطورية البريطانية وقوى استعمارية أخرى قواعد عسكرية ما وراء البحار في العديد من مستعمراتها أثناء الحرب العالمية الأولى والحرب العالمية الثانية، وكانت ذات فائدة وساهمت في الحصول على حقوق استخدام المرافق عند الحاجة لأسباب إستراتيجية. في وقتٍ ما، كان إنشاء محطات فحم لتزويد السفن البحرية أمراً هاماً. أثناء الحرب الباردة، أسست الولايات المتحدة والاتحاد السوفيتي قواعد عسكرية ضمن مجالات نفوذهما، وسعيا بنشاط لفرض النفوذ. في السنوات الأخيرة، أدت الحرب على الإرهاب إلى إنشاء العديد من القواعد العسكرية الأجنبية في الشرق الأوسط.
انخفض عدد القواعد العسكرية الإجمالي في الخارج منذ عام 1945؛ لكن لا تزال فرنسا وروسيا والمملكة المتحدة والولايات المتحدة تمتلك قواعد عسكرية خارجية أو تستخدم عدد كبير منها. كما توجد بعض القواعد الصغيرة خارجياً تديرها باكستان والصين وإيطاليا واليابان وتركيا.
الولايات المتحدة الأمريكية هي أكبر دولة مشغّلة لقواعد عسكرية في الخارج. حيث تملك 38 قاعدة عسكرية تضطلع هذه القواعد بواجبات كالخدمة الوطنية والحماية وحماية المدنيين. أما أكبر القواعد العسكرية الأمريكية من حيث عدد الأفراد فكانت قاعدة رامشتين إيه بي في ألمانيا وكانت تضم 9200 شخص.

## القائمة
| الدولة                   | الموقع                                            | التفاصيل |
| ------------------------ | ------------------------------------------------- | --- |
| أستراليا                 | ماليزيا                                           | قاعدة بترفورث الجوية، قاعدة تستخدم في إطار التزام أستراليا باتفاقيات الدفاع الخماسية. يحتفظ الجيش الأسترالي بشركة مشاة للتدريب في بترفورث. |
| أستراليا                 | الإمارات                                          | قاعدة المنهاد الجوية، تستخدم في العمليات الأسترالية في الشرق الأوسط. |
| بنغلاديش                 | الكويت                                            | قوة عسكرية بنغلاديشية تساعد القوات الكويتية في اللوجستيات وقطاعات أخرى بموجب اتفاق ثنائي منذ نهاية حرب الخليج 1991. |
| الصين                    | محافظة بريه سيهانوك، كمبوديا                      | توسعات مدعومة من الصين في قاعدة ريام البحرية، تعتبرها بعض المصادر قاعدة للبحرية الصينية، لكن الحكومة الكمبودية تؤكد أن القاعدة تحت سيطرتها. |
| الصين                    | مدينة جيبوتي، جيبوتي                              | قاعدة دعم جيش التحرير الشعبي الصيني، وهي القاعدة الصينية الوحيدة في الخارج حتى عام 2024. |
| الصين                    | غورنو-باداخشان، طاجيكستان                         | تنفي الحكومتان الصينية والطاجيكية وجود قاعدة رسمية، لكن هناك قواعد تحت الإنشاء بتمويل صيني لدعم العمليات المشتركة بسبب الوضع الأمني في أفغانستان. |
| فرنسا                    | ألمانيا                                           | قوات فرنسية وعناصر مدنية متمركزة في ألمانيا (القوات الفرنسية والعناصر المدنية المتمركزة في ألمانيا). |
| فرنسا                    | جيبوتي                                            | قوات فرنسية في جيبوتي. |
| فرنسا                    | الغابون                                           | عناصر فرنسية في الغابون. |
| فرنسا                    | الأردن                                            | قاعدة الأمير حسن الجوية، جزء من عملية "شمال" (عملية شامال). |
| فرنسا                    | أبو ظبي، الإمارات                                 | قاعدة بحرية في أبو ظبي. |
| ألمانيا                  | إلكيرش-غرافنشتادن، فرنسا                          | كتيبة مشاة خفيفة 291، جزء من اللواء الفرنسي-الألماني. |
| ألمانيا                  | ليتوانيا                                          | منطقة تدريب رودنيكاي، منشأة عسكرية ليتوانية تستضيف اللواء المدرع 45 اعتبارًا من عام 2025. |
| اليونان                  | نيقوسيا، قبرص                                     | القوة الهيلينية في قبرص. |
| الهند                    | طاجيكستان                                         | قاعدة فارخور الجوية وقاعدة آيني الجوية، قواعد جوية هندية في طاجيكستان. |
| الهند                    | ها وثيمفو، بوتان                                  | فريق التدريب العسكري الهندي (IMTRAT) متمركز بشكل دائم في بوتان، والجيش الهندي يحتفظ بوحدة في العاصمة ثيمفو. |
| الهند                    | مدغشقر                                            | محطة استماع ومنشأة رادار في شمال مدغشقر. |
| الهند                    | رأس الحد ومسقط، عمان                              | محطة استماع وحقوق ربط للسفن البحرية الهندية. |
| الهند                    | أغاليغا، موريشيوس                                 | تمول الهند بناء مهبط طائرات بطول 3000 متر مع مرافق لاستيعاب القوات. |
| الهند                    | ماهي، ألفونس، فاركو، أستوف وأيسمبشن آيلاند، سيشيل | الحكومة الهندية دعمت بناء نظام مراقبة ساحلية مع ستة رادارات مرتبطة بالنظام الهندي للمراقبة. |
| إيران                    | الأنبار وصلاح الدين، العراق                       | منشآت عسكرية وقاعدة تدريب لفصائل مدعومة من إيران. |
| إيران                    | طاجيكستان                                         | منشآت عسكرية ومصانع طائرات بدون طيار. |
| إسرائيل                  | سوريا                                             | مخاني ياردن، معسكر فيلون، معسكر يتسحاق، أراضٍ سورية محتلة في مرتفعات الجولان. |
| إسرائيل                  | أذربيجان                                          | قاعدة سيتالشاي العسكرية الجوية، ينفي المسؤولون الأذربيجانيون استخدام القاعدة من قبل الجيش الإسرائيلي. |
| إيطاليا                  | جيبوتي                                            | قاعدة دعم عسكرية وطنية. |
| إيطاليا                  | نيامي، النيجر                                     | قاعدة دعم عسكرية إيطالية في نيامي. |
| اليابان                  | أمبولي، جيبوتي                                    | قاعدة قوات الدفاع الذاتي اليابانية في جيبوتي. |
| باكستان                  | تبوك، السعودية                                    | 180 عنصرًا وقواعد تدريبية واستشارية بموجب اتفاقية 1982. |
| روسيا                    | جيومري، أرمينيا                                   | القاعدة العسكرية 102 وقاعدة جوية 3624. |
| روسيا                    | بيلاروس                                           | بارانافيتشي وفيلكا، محطة رادار هانتسافيتشي، مركز اتصالات بحرية في فيليكا. |
| روسيا                    | بوركينا فاسو                                      | قاعدة عسكرية. |
| روسيا                    | جمهورية أفريقيا الوسطى                            | قاعدة تدريب مشتركة روسية-أفريقية في بيرينغو. |
| روسيا                    | جورجيا                                            | القاعدة العسكرية الرابعة والسابعة في المناطق المحتلة في أوسيتيا الجنوبية وأبخازيا. |
| روسيا                    | كازاخستان                                         | نطاق ساري شاغان، بايكونور، منشآت عسكرية. |
| روسيا                    | قيرغيزستان                                        | قاعدة كانت الجوية، مركز اتصالات بحري 338، منطقة اختبار طوربيد 954، ومقياس زلازل. |
| روسيا                    | مالي                                              | قاعدة عسكرية. |
| روسيا                    | كوباسنا، مولدوفا                                  | قوة عسكرية كبيرة في الدولة غير المعترف بها ترانسنيستريا، تحرس مستودع ذخيرة كوباسنا. |
| روسيا                    | النيجر                                            | القوات الروسية استولت على قواعد كانت تستخدمها القوات الأمريكية سابقًا. |
| روسيا                    | طرطوس وقاعدة حميميم الجوية، سوريا                 | قواعد عسكرية روسية في سوريا. |
| روسيا                    | دوشانبي، طاجيكستان                                | القاعدة العسكرية 201. |
| روسيا                    | أوكرانيا                                          | قاعدة سيفاستوبول البحرية، قاعدة بحرية في أراضٍ محتلة من قبل روسيا. |
| السعودية                 | جيبوتي                                            | قاعدة عسكرية. |
| سنغافورة                 | بروناي                                            | معسكر جالان أمان. |
| سنغافورة                 | تايلاند                                           | معسكر ساي يوك. |
| تركيا                    | ألبانيا                                           | قاعدة باشا ليمن مع 24 جنديًا وفرقاطتين. اتفاق تعاون عسكري ألباني-تركي عام 1992 يشمل إعادة بناء القاعدة ومنح تركيا حق استخدامها. |
| تركيا                    | أذربيجان                                          | قاعدة ناسوسنايا الجوية، باكو، ومباني في مدينة جيزيل شيرغ العسكرية. |
| تركيا                    | البوسنة والهرسك                                   | ثكنات فاتح سلطان محمد مع 242 جنديًا تحت قيادة قوة حفظ السلام التابعة للأمم المتحدة وقوة كفور. |
| تركيا                    | تشاد                                              | قاعدتان عسكريتان في أبشي وفايا-لارجو بالقرب من حدود ليبيا والسودان. |
| تركيا                    | قبرص الشمالية                                     | 35,000 إلى 40,000 جندي تركي في قوة السلام التركية في جمهورية شمال قبرص التركية غير المعترف بها دوليًا. |
| تركيا                    | شمال العراق                                       | قواعد عسكرية في المناطق المتنازع عليها: باشيقا وقاعدة بامرني الجوية. اتفاق مع العراق يسمح للجيش التركي بملاحقة عناصر حزب العمال الكردستاني بتنسيق مع الحكومة الاتحادية. يوجد حوالي 2,000 جندي تركي مع حوالي 60 دبابة ووحدات مشاة. تركيا لديها أكثر من 40 قاعدة عسكرية واستخباراتية في العراق، مع خطط لبناء قاعدة جديدة في منطقة متينا في إقليم دهوك. إجمالي القوات التركية في العراق بين 5,000 و10,000 جندي. |
| تركيا                    | كوسوفو                                            | قاعدة سلطان مراد في بريزرن، مع حوالي 321 جنديًا في كتيبة الأمن التابعة لقوة كفور وقوات الأمم المتحدة. |
| تركيا                    | ليبيا                                             | قواعد في طرابلس، الوطية، متيجة، مصراتة وزوارة. عدد الجنود الأتراك غير معروف. |
| تركيا                    | قطر                                               | قاعدة كاتار قوات البر التركية في الدوحة مع 5,000 جندي. |
| تركيا                    | الصومال                                           | قاعدة كامب توركسوم في مقديشو مع 2,000 جندي. |
| تركيا                    | السودان                                           | استئجار جزيرة سواكن لمدة 99 سنة منذ يناير 2018، مع خطط لإعادة ترميم المدينة العثمانية القديمة على الجزيرة. |
| تركيا                    | سوريا                                             | حوالي 10,500 جندي تركي في شمال سوريا في مناطق درع الفرات وغصن الزيتون، مع 114 قاعدة تركية في سوريا حتى يناير 2022. بعد عملية "نبع السلام"، يوجد نحو 6,400 جندي في المنطقة بين رأس العين وتل أبيض، و19 نقطة مراقبة في إدلب وحلب. الأعداد قابلة للتغيير. |
| الإمارات العربية المتحدة | ليبيا                                             | قاعدة تشغيل أمامية في مطار الخادم قرب المرج. |
| الإمارات العربية المتحدة | اليمن                                             | قواعد جزئية وقاعدة جوية في سقطرى وبريم. |
| المملكة المتحدة          | بليز                                              | ثكنات برايس، وحدة تدريب ودعم الجيش البريطاني في بليز. |
| المملكة المتحدة          | بروناي                                            | القوات البريطانية في بروناي. |
| المملكة المتحدة          | كندا                                              | قاعدة القوات المسلحة الكندية في نورث باي، مركز الدفاع الجوي بالتعاون مع الولايات المتحدة عبر نوراد. |
| المملكة المتحدة          | قبرص                                              | محطة تروودوس، القوات البريطانية في قبرص. |
| المملكة المتحدة          | ألمانيا                                           | قاعدة وستفالن، الجيش البريطاني في ألمانيا. |
| المملكة المتحدة          | كينيا                                             | وحدة تدريب الجيش البريطاني في نانيكي. |
| المملكة المتحدة          | نيبال                                             | معسكرات بوكهارا ودهاران، قوات الغوركاس البريطانية. |
| المملكة المتحدة          | النرويج                                           | قاعدة باردوفوس الجوية ومعسكر فايكنغ. |
| المملكة المتحدة          | عمان                                              | منطقة تدريب مشتركة بريطانية-عمانية وقاعدة دعم لوجستي بريطانية. |
| المملكة المتحدة          | قطر                                               | قاعدة راف آل أوديد. |
| المملكة المتحدة          | سيراليون                                          | قمة ليستر، مقر قيادة قوة التدريب الدولية. |
| المملكة المتحدة          | سنغافورة                                          | قاعدة سيمباوانغ البحرية، وحدة دعم الدفاع البريطاني. |
| المملكة المتحدة          | الإمارات العربية المتحدة                          | قاعدة المنهاد الجوية، خطوط دونيلي. |
| الولايات المتحدة         | جيبوتي                                            | معسكر ليمونييه، أكبر قاعدة أمريكية في أفريقيا مع أكثر من 4,000 عسكري. |
| الولايات المتحدة         | الكاميرون                                         | قاعدة جوية في غاروا لدعم العمليات ضد بوكو حرام، حوالي 200 عنصر. |
| الولايات المتحدة         | كينيا                                             | معسكر سيمبا، ثاني أكبر قاعدة أمريكية في أفريقيا، مع أكثر من 600 جندي. |
| الولايات المتحدة         | سيشيل                                             | قاعدة طائرات بدون طيار لمراقبة الجماعات المسلحة في الصومال. |
| الولايات المتحدة         | الصومال                                           | قاعدة بيلدوجل الجوية، تستخدم لمكافحة التمرد والطائرات بدون طيار، حوالي 450 جنديًا. |
| الولايات المتحدة         | البحرين                                           | نشاط الدعم البحري في البحرين وقاعدة عيسى الجوية، حوالي 8,500 عسكري. |
| الولايات المتحدة         | إقليم المحيط الهندي البريطاني                     | منشأة دعم بحري دييغو غارسيا، تستخدمها القوات الأمريكية منذ الستينيات، مع مرافق بحرية وجوية. |
| الولايات المتحدة         | العراق                                            | قاعدة عين الأسد الجوية. |
| الولايات المتحدة         | إسرائيل                                           | منشأة رادار ديمونا. |
| الولايات المتحدة         | اليابان                                           | قوات الولايات المتحدة في اليابان، مع 54,000 جندي، أكبر تجمع للقوات الأمريكية في الخارج. |
| الولايات المتحدة         | الأردن                                            | قاعدة موفق السلطي الجوية، حوالي 3,000 جندي أمريكي، تستضيف طائرات بدون طيار MQ-9 ريبر. |
| الولايات المتحدة         | الكويت                                            | قواعد متعددة مع حوالي 13,500 جندي أمريكي. |
| الولايات المتحدة         | الفلبين                                           | عدة قواعد بموجب اتفاق التعاون الدفاعي المعزز، تشمل قواعد جوية وبحرية مختلفة. |
| الولايات المتحدة         | قطر                                               | قاعدة العُديد الجوية، أكبر قاعدة أمريكية في الشرق الأوسط، تستوعب أكثر من 10,000 جندي. |
| الولايات المتحدة         | السعودية                                          | قاعدة الأمير سلطان الجوية، أكثر من 2,700 جندي أمريكي. |
| الولايات المتحدة         | سنغافورة                                          | قواعد جوية وبحرية مع أكثر من 800 عسكري أمريكي. |
| الولايات المتحدة         | كوريا الجنوبية                                    | قوات الولايات المتحدة في كوريا، حوالي 28,500 جندي. |
| الولايات المتحدة         | سوريا                                             | قاعدة في التنف ومرافق في شمال سوريا ضمن مناطق قوات سوريا الديمقراطية المدعومة أمريكيًا، حوالي 900 جندي. |
| الولايات المتحدة         | تايلاند                                           | قاعدة يو-تاباو البحرية الجوية الملكية التايلاندية، وجود أمريكي متنازع عليه. |
| الولايات المتحدة         | الإمارات العربية المتحدة                          | قاعدة الظفرة الجوية، تستضيف 5,000 جندي أمريكي. |

## وصلات خارجية
- Overseas Military Bases of the United Kingdom (www.youtube.com)